# Point de Lagrange
Pour les articles homonymes, voir point et Lagrange.
« Point de libration » et « Point d'Euler » redirigent ici. Pour les autres significations, voir Libration et Euler (homonymie).

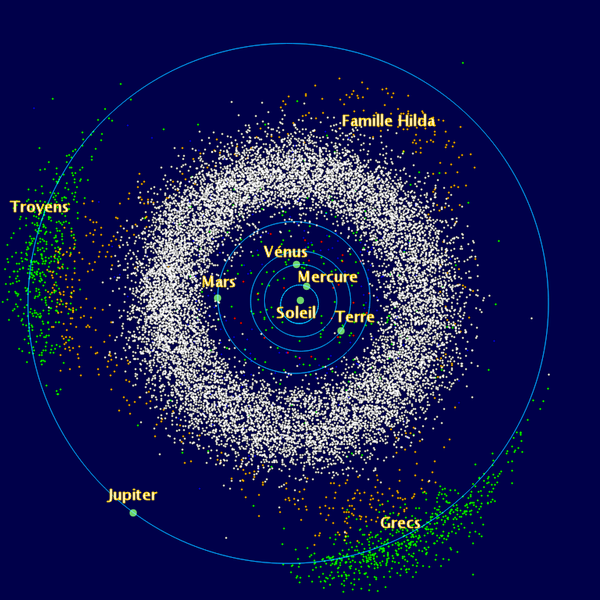
Alors que les résonances orbitales sont généralement déstabilisatrices, le cas des points stables de Lagrange, dit en résonance 1:1, est une des exceptions. Pour le système Soleil-Jupiter, ceux-ci sont occupés par les astéroïdes troyens (sur le schéma : Greeks et Trojans). Les astéroïdes Hilda sont en résonance 3:2.

Un point de Lagrange (noté L1 à L5), ou, plus rarement, point de libration, est une position de l'espace où les champs de gravité de deux corps en mouvement orbital l'un autour de l'autre, et de masses substantielles, fournissent exactement la force centripète requise pour que ce point de l'espace accompagne simultanément le mouvement orbital des deux corps. Dans le cas où les deux corps sont en orbite circulaire, ces points représentent les endroits où un troisième corps, de masse négligeable, resterait immobile par rapport aux deux autres, au sens où il accompagnerait à la même vitesse angulaire leur rotation autour de leur centre de gravité commun sans que sa position par rapport à eux n'évolue.
Au nombre de cinq, ces points se scindent en deux points stables dénommés L4 et L5, et en trois points instables notés L1, L2 et L3. Ils sont nommés en l'honneur du mathématicien français Joseph-Louis Lagrange. Ils interviennent dans l'étude de certaines configurations d'objets du Système solaire (principalement pour les points stables) et dans le placement de divers satellites artificiels (principalement pour les points instables). Ce sont les points remarquables de la « géométrie de Roche » (points-col et extrema), laquelle permet notamment de classer les différents types d'étoiles binaires.
Les trois points L1, L2 et L3 sont parfois appelés les points d'Euler, en l'honneur de Leonhard Euler, l'appellation de points de Lagrange étant alors réservée aux deux points L4 et L5.
Les points L4 et L5, en raison de leur stabilité, peuvent naturellement attirer ou retenir longtemps des objets et sont donc peu utilisables à cause du risque de collision, alors qu'au contraire, les points L1, L2 et L3, étant instables, ne peuvent pas maintenir naturellement des objets, mais peuvent être utilisés par des missions spatiales moyennant des corrections d’orbite peu coûteuses en termes de carburant.

## Historique
En mécanique céleste, le problème à trois corps a passionné de nombreux mathématiciens. Newton, après avoir énoncé en 1687 sa loi universelle de la gravitation, qui affirme que « les corps massifs s'attirent entre eux par une force proportionnelle au produit de leurs masses et inversement proportionnelle au carré de la distance de leurs centres de gravité », chercha à décrire le comportement de trois corps sans y parvenir. Le mathématicien Joseph-Louis Lagrange étudia en 1772 le cas d'un petit corps, de masse négligeable (ce qu'on appelle aujourd'hui corps d'épreuve ou particule test), soumis à l'attraction de deux plus gros : le Soleil et, par exemple, une planète. Il découvrit qu'il existait des positions d'équilibre pour le petit corps, des endroits où toutes les forces se compensent (en tenant compte de l'effet centrifuge du référentiel d'observation utilisé).
Les cinq points sont mis en évidence dans le cadre d'une simplification du problème à trois corps. Le problème simplifié est dit restreint, circulaire et plan. Il est restreint car un des trois corps, le corps d'épreuve, est de masse négligeable par rapport aux deux autres, les corps primaires,. Il est circulaire car les deux corps primaires sont en orbite circulaire autour de leur centre de masse commun,. Enfin il est plan car le corps d'épreuve se meut dans le plan de l'orbite précitée,. C'est dans ce cadre que Leonhard Euler découvre les trois premiers points (L1, L2 et L3) en 1765,,. Joseph-Louis Lagrange découvre les deux autres (L4 et L5) en 1772,,,. Joseph Liouville établit l'instabilité linéaire des trois premiers (L1, L2 et L3) en 1842,,. Gabriel Gascheau établit la condition de stabilité linéaire des points L4 et L5 en 1843,,,. Edward J. Routh la redécouvre en 1875,, et sa valeur numérique est nommée en son honneur,. J. M. Anthony Danby en 1964 et Arthur Bennett en 1965 étudient les points L4 et L5 dans le cas elliptique,.
Dans le Système solaire, la condition de stabilité linéaire des points L4 et L5 s'est avérée satisfaite pour toutes les planètes, sauf pour le système Pluton-Charon,. C'est l'une des raisons qui ont conduit l'Union astronomique internationale (UAI) à adopter en 2006, pour le Système solaire, une définition des planètes et une autre des planètes naines, catégorie dont relève désormais Pluton. En effet, la condition de stabilité des points L4 et L5 est reliée à la notion de « nettoyage du voisinage d'une orbite », qui figure dans la définition précitée des planètes. D'autre part, pour l'UAI, la condition de stabilité linéaire des points L4 et L5 est, depuis 2018, l'un des éléments de la « définition de travail » d'une planète (au sens large, exoplanètes comprises),,.

## Définition

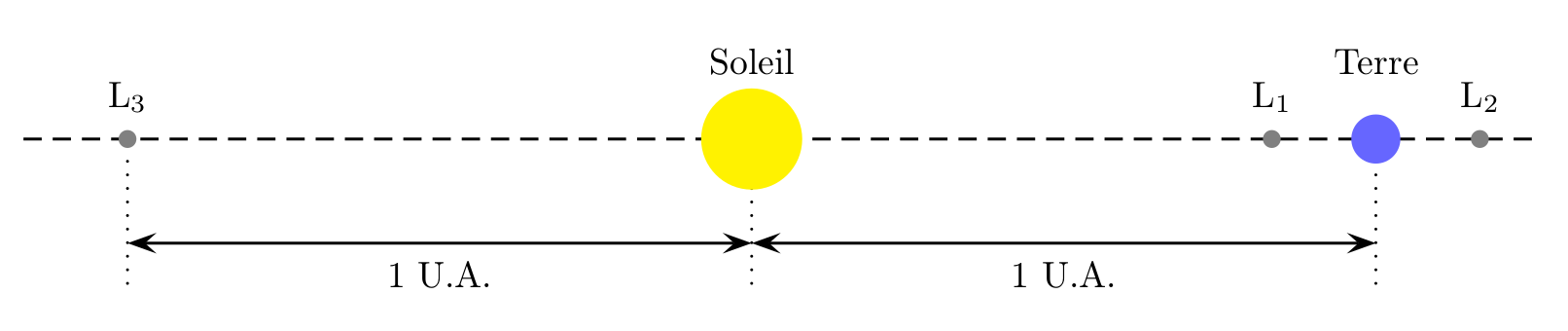
Trois des points de Lagrange sont situés sur l'axe reliant les deux corps. Dans le cas d'une grande dissymétrie de masse entre ceux-ci, deux points sont situés proches et de part et d'autre du corps peu massif, alors que le troisième est quasiment situé à l'opposé du corps peu massif par rapport au corps massif.

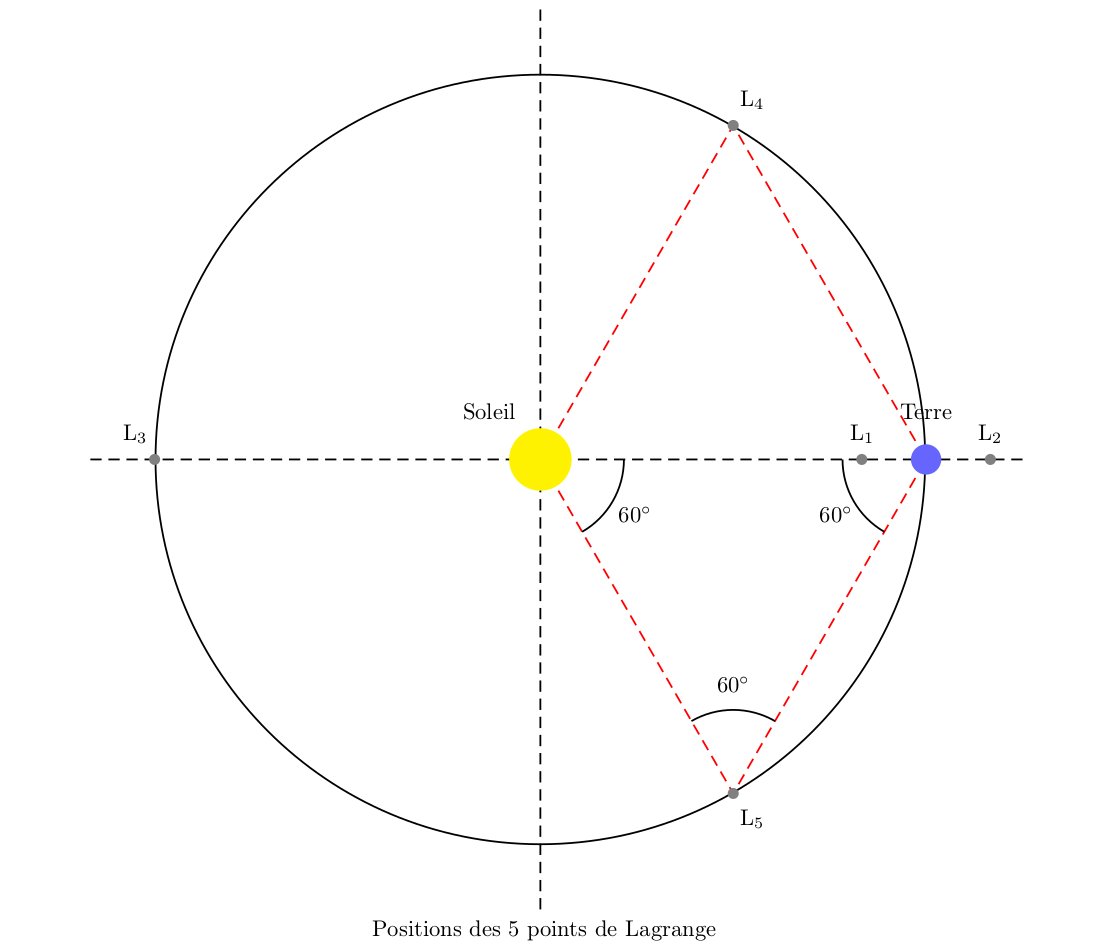
Les deux derniers points de Lagrange forment avec les deux corps des triangles équilatéraux.

Un objet de faible masse, situé en ces points, ne bouge plus relativement aux deux autres corps, et tourne de concert avec eux (par exemple une planète et le Soleil). Si l'on donne en exemple les points de Lagrange du système Soleil-Terre, ces cinq points sont notés et définis comme suit (échelle non respectée) :
- L1 : sur la ligne définie par les deux masses, entre celles-ci, la position exacte dépendant du rapport de masse entre les deux corps ; dans le cas où l'un des deux corps a une masse beaucoup plus faible que l'autre, le point L1 est situé nettement plus près du corps peu massif que du corps massif ;
- L2 : sur la ligne définie par les deux masses, au-delà de la plus petite. Dans le cas où l'un des deux corps a une masse beaucoup plus faible, la distance de L2 à ce corps est comparable à celle entre L1 et ce corps ;
- L3 : sur la ligne définie par les deux masses, au-delà de la plus grande. Dans le cas où l'un des deux corps est notablement moins massif que l'autre, la distance entre L3 et le corps massif est comparable avec celle entre les deux corps ;
- L4 et L5 : sur les sommets des deux triangles équilatéraux, dont la base est formée par les centres de gravité des deux masses en question. L4 étant celui des deux points qui se trouve sur l'orbite de la plus petite des masses autour de la grande, et placé le plus en avant dans le sens du déplacement de cette petite masse, et L5 étant lui en retard, symétriquement[31]. Ces points sont parfois appelés points de Lagrange triangulaires, ou points troyens et grecs, du fait que ce sont les lieux où ont été initialement repérés les astéroïdes troyens du système Soleil-Jupiter. Contrairement aux trois premiers points, ces deux derniers ne dépendent pas des masses relatives des deux autres corps.

## Calcul de la position des points de Lagrange
Le calcul de la position des points de Lagrange se fait en considérant l'équilibre d'un corps de masse négligeable entre le potentiel gravitationnel créé par deux corps en orbite et la force centrifuge. La position des points L4 et L5 peut être obtenue analytiquement. Celle des trois autres points L1 à L3 s'obtient en résolvant numériquement, ou éventuellement à l'aide d'un développement limité, une équation algébrique. La position de ces trois points est donnée dans le tableau ci-dessous, dans le cas où la masse d'un des deux corps (en l'occurrence le numéro 2) est négligeable devant l'autre, situé à une distance R du précédent. Les positions sont données le long de l'axe reliant les deux corps, dont l'origine est identifiée au centre de gravité du système, et dont l'orientation va du corps 1 au corps 2. Les quantités r2 = (1-q)R et q dénotent respectivement la position du corps 2 sur l'axe et le rapport de la masse du corps le plus léger à la masse totale des deux corps. Enfin, on utilise la quantité ε définie par ε = (q/3)1/3.
| Point | Position par rapport au centre de gravité du système                                                                                             |
| ----- | --- |
| L1    | {\displaystyle r_{2}+R\left(-\varepsilon +{\frac {1}{3}}\varepsilon ^{2}+{\frac {1}{9}}\varepsilon ^{3}+{\mathcal {O}}(\varepsilon ^{4})\right)} |
| L2    | {\displaystyle r_{2}+R\left(\varepsilon +{\frac {1}{3}}\varepsilon ^{2}-{\frac {1}{9}}\varepsilon ^{3}+{\mathcal {O}}(\varepsilon ^{4})\right)}  |
| L3    | {\displaystyle -R+R\left(-{\frac {5}{12}}q+{\frac {1127}{20736}}q^{3}+{\mathcal {O}}(q^{4})\right)}                                              |

Dans la littérature, on trouve parfois des expressions quelque peu différentes, du fait que l'origine de l'axe est prise ailleurs que sur le centre de gravité, et que l'on utilise comme terme à la base du développement limité le rapport entre les deux masses plutôt que le rapport de la plus petite à la masse totale, c'est-à-dire que l'on utilise parfois la quantité q' définie par
{\displaystyle q'={\frac {m_{2}}{M_{1}}}={\frac {q}{1-q}}.}

## Stabilité

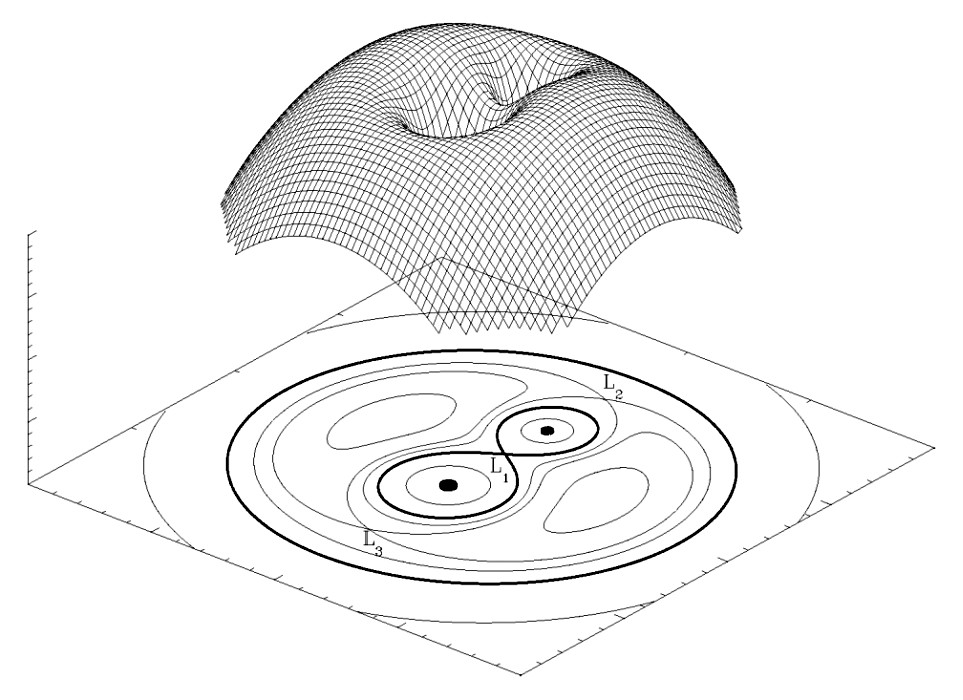
Les points et, bien que situés à des maxima du potentiel, sont paradoxalement stables., et qui sont des points-col sont instables.

Visualisation de la relation entre les points de Lagrange (rouge) d'une planète (bleue), en orbite autour d'une étoile (jaune) dans le sens inverse des aiguilles d'une montre, et le potentiel effectif dans le plan contenant l'orbite (modèle de feuille de caoutchouc grise avec des contours violets d'égal potentiel).

Le calcul ci-dessus n'indique en rien si les points de Lagrange sont stables. La stabilité ou non de ces points est du reste peu intuitive. Dans le référentiel tournant avec les deux corps, une particule d'épreuve peut être vue comme soumise à un potentiel incluant la contribution gravitationnelle et celle de la force centrifuge. Ce potentiel, noté Ω, s'écrit ainsi
{\displaystyle \Omega =-{\frac {GM_{1}}{|{\boldsymbol {r}}-{\boldsymbol {r}}_{1}|}}-{\frac {Gm_{2}}{|{\boldsymbol {r}}-{\boldsymbol {r}}_{2}|}}-{\frac {1}{2}}|{\boldsymbol {r}}|^{2}\omega ^{2}.}
Tous les termes de ce potentiel sont négatifs et décroissent à mesure que l'on s'éloigne des masses (pour les deux premiers termes) ou du centre de gravité du système (pour le troisième). On peut ainsi montrer que les points de Lagrange L4 et L5 sont des maxima locaux du potentiel Ω (voir ci-dessous) et que les trois autres points sont des points selles. D'ordinaire, une position d'équilibre (déterminée par l'annulation des dérivées du potentiel) est stable uniquement si on se situe dans des minima locaux du potentiel. Cependant, étant donné que l'on est dans un référentiel tournant, le référentiel est non inertiel. Un objet se déplaçant dans ce référentiel, par exemple au voisinage d'une position d'équilibre, va être soumis à la force de Coriolis, et son mouvement ne dépend pas uniquement de la forme du potentiel. Pour étudier la stabilité des points de Lagrange, il faut donc tenir compte de la force de Coriolis.
Pour calculer la stabilité des points de Lagrange, il faut ainsi étudier l'équation du mouvement d'un objet situé au voisinage d'un de ces points. En notant δR le vecteur de coordonnées δX et δY donnant l'écart d'un tel objet à un des points de Lagrange (que l'on suppose confiné au plan orbital), l'équation du mouvement s'écrit
{\displaystyle {\ddot {\boldsymbol {\delta R}}}=-2{\boldsymbol {\omega }}\wedge {\dot {\boldsymbol {\delta R}}}+{\boldsymbol {\delta f}},}
où δf représente la force par unité de masse exercée sur l'objet. Cette force est petite du fait qu'au point de Lagrange la force (constituée d'une composante gravitationnelle et de la force centrifuge) est nulle et que l'on se place à proximité d'un tel point. Cette force peut se calculer en termes d'un développement limité. Par exemple, pour la composante X, on a
{\displaystyle \delta f_{X}=f_{X}(0)+{\frac {\partial f_{X}}{\partial X}}\delta X+{\frac {\partial f_{X}}{\partial Y}}\delta Y.}
Le premier terme correspond à la force s'exerçant au point de Lagrange, force qui est nulle par construction. Par ailleurs, la force dérivant d'un potentiel, on peut exprimer les dérivées de la force en termes de dérivées secondes du potentiel : 
{\displaystyle \delta f_{X}=-{\frac {\partial ^{2}\Omega }{\partial X^{2}}}\delta X-{\frac {\partial ^{2}\Omega }{\partial X\partial Y}}\delta Y.}
On peut ainsi exprimer l'équation du mouvement en termes des composantes selon
{\displaystyle {\ddot {\delta X}}=2\omega {\dot {\delta Y}}-{\frac {\partial ^{2}\Omega }{\partial X^{2}}}\delta X-{\frac {\partial ^{2}\Omega }{\partial X\partial Y}}\delta Y,}
{\displaystyle {\ddot {\delta Y}}=-2\omega {\dot {\delta X}}-{\frac {\partial ^{2}\Omega }{\partial X\partial Y}}\delta X-{\frac {\partial ^{2}\Omega }{\partial Y^{2}}}\delta Y.}
Ce groupe d'équations peut être mis sous la forme d'un système de quatre équations différentielles du premier ordre :
{\displaystyle {\frac {\partial }{\partial t}}\left({\begin{array}{c}\delta X\\\delta Y\\{\dot {\delta X}}\\{\dot {\delta Y}}\end{array}}\right)=\left({\begin{array}{cccc}0&0&1&0\\0&0&0&1\\-\Omega _{,xx}&-\Omega _{,xy}&0&2\omega \\-\Omega _{,xy}&-\Omega _{,yy}&-2\omega &0\end{array}}\right)\left({\begin{array}{c}\delta X\\\delta Y\\{\dot {\delta X}}\\{\dot {\delta Y}}\end{array}}\right),}
où les dérivées partielles du potentiel Ω ont été notées en indice précédé d'une virgule (par exemple, Ω,xx correspond à {\displaystyle \partial ^{2}\Omega /\partial x^{2}}).
La stabilité du point de Lagrange considéré est obtenue en recherchant les solutions de cette équation. Pour cela, il suffit de trouver des solutions de type exponentielle, en {\displaystyle e^{\Gamma t}.} On va ainsi procéder à la diagonalisation de la matrice ci-dessus, que l'on notera A. Les valeurs propres trouvées vont correspondre aux quantités Γ ci-dessus, les écarts à la position d'équilibre étant alors une certaine combinaison d'au plus quatre exponentielles. La stabilité du système est assurée par le fait que les exponentielles ne croissent pas au cours du temps, c'est-à-dire que les quantités Γ sont soit négatives, soit complexes à parties réelles négatives. En fait, il n'est pas nécessaire de diagonaliser complètement la matrice, il suffit d'en trouver les valeurs propres, c'est-à-dire les solutions de l'équation 
{\displaystyle \det(A-\lambda I)=0.}
Ce déterminant s'écrit
{\displaystyle \left|{\begin{array}{cccc}-\lambda &0&1&0\\0&-\lambda &0&1\\-\Omega _{,xx}&-\Omega _{,xy},&-\lambda &2\omega \\-\Omega _{,xy}&-\Omega _{yy}&-2\omega &-\lambda \end{array}}\right|,}
et il vaut
{\displaystyle \lambda ^{4}+(\Omega _{,xx}+\Omega _{,yy}+4\omega ^{2})\lambda ^{2}+\Omega _{,xx}\Omega _{,yy}-\Omega _{,xy}^{2}.}
Cette équation peut se ramener à une équation polynomiale du second ordre en λ2. Les solutions de l'équation de départ sont donc deux couples de nombres opposés deux à deux. Pour que deux nombres opposés soient négatifs ou nuls ou alors de partie réelle négative ou nulle, il faut obligatoirement qu'ils soient des nombres imaginaires purs, donc que les solutions de l'équation en λ2 soient réelles et négatives. Pour que ces solutions soient réelles, il faut donc que le discriminant soit positif, soit ici
{\displaystyle (\Omega _{,xx}+\Omega _{,yy}+4\omega ^{2})^{2}-4(\Omega _{,xx}\Omega _{,yy}-\Omega _{,xy}^{2})>0.}
Une fois ceci obtenu, il faut que les deux solutions réelles soient négatives, ce qui implique que simultanément leur somme soit négative et leur produit positif, ce qui implique
{\displaystyle \Omega _{,xx}+\Omega _{,yy}+4\omega ^{2}>0,}
{\displaystyle \Omega _{,xx}\Omega _{,yy}-\Omega _{,xy}^{2}>0.}
La stabilité d'un point de Lagrange est soumise à la réalisation de ces trois contraintes. Parmi ces contraintes, la dernière a une interprétation simple : le signe de la quantité {\displaystyle \Omega _{,xx}\Omega _{,yy}-\Omega _{,xy}^{2}} détermine si la position considérée est un extrémum local ou un point selle. En l'occurrence, la positivité de cette quantité implique qu'elle doive être un extrémum local, condition nécessaire mais non suffisante à la stabilité du point de Lagrange. Quand cette quantité est négative, on a un point selle et le point de Lagrange est instable. Par contre, de façon plus surprenante, un point de Lagrange peut être stable s'il correspond à un maximum local du potentiel, c'est-à-dire que Ω,xx + Ω,yy peut être négatif, pourvu que cette quantité ne dépasse pas la valeur critique de -4 ω2. En pratique, c'est ce qui se produit dans certains cas pour les points de Lagrange L4 et L5. L'interprétation physique de cette situation est que la stabilité est alors assurée par la force de Coriolis. Un objet légèrement décalé d'un tel point va s'en éloigner dans un premier temps en façon radiale, avant de voir sa trajectoire incurvée par la force de Coriolis. Si le potentiel est partout décroissant autour du point, alors il est possible que la force de Coriolis force l'objet à tourner autour du point de Lagrange, à l'instar des nuages dans une dépression qui ne se dirigent pas vers le cœur de la dépression, mais sont contraints à une trajectoire circulaire autour de celui-ci.

### Temps caractéristiques enL1etL2pour les systèmes à grande hétérogénéité de masse
Une des applications les plus importantes de l'instabilité des points de Lagrange, L1 et L2, réside dans le fait que des satellites artificiels peuvent être envoyés en ces points du système Terre-Soleil (voir ci-dessous). Pour de tels satellites, des corrections de trajectoires régulières doivent être appliquées afin de conserver le satellite au voisinage du point. Ce temps caractéristique peut être évalué dans le cas où le rapport de masse des deux corps du système est élevé. Dans ce cas, le temps caractéristique γ-1 d'instabilité est donné par
{\displaystyle {\frac {1}{\gamma }}={\frac {T}{2\pi {\sqrt {1+2{\sqrt {7}}}}}},}
où T est la période orbitale du système. Dans le cas du système Terre-Soleil, où T est légèrement supérieur à 365 jours, le temps caractéristique d'instabilité est alors de 23 jours et 4 heures.
Par ailleurs, la composante stable de la trajectoire se fait à la pulsation
{\displaystyle \omega _{\rm {Traj}}=\omega {\sqrt {2{\sqrt {7}}-1}},}
soit, de façon équivalente, avec la période
{\displaystyle T_{\rm {Traj}}={\frac {T}{\sqrt {2{\sqrt {7}}-1}}},}
ce qui, dans le même cas de figure que ci-dessus, donne une période de 176 jours.

### Structure des orbites en présence d'instabilité
Une fois les valeurs propres d'un point instable connues, une trajectoire au voisinage d'un point de Lagrange va être une combinaison linéaire des vecteurs propres associés aux valeurs propres. En notant λi l'une de ces valeurs propres, le vecteur propre associé a pour composantes
{\displaystyle V_{i}=\left({\begin{array}{c}1\\\mu _{i}\\\lambda _{i}\\\lambda _{i}\mu _{i}\end{array}}\right),}
avec
{\displaystyle \mu _{i}=-{\frac {1}{2\omega }}\left({\frac {\Omega _{,xx}}{\lambda }}+\lambda \right),}
et une trajectoire est de la forme
{\displaystyle \left({\begin{array}{c}\delta X\\\delta Y\\{\dot {\delta X}}\\{\dot {\delta Y}}\end{array}}\right)=\sum _{i}\alpha _{i}V_{i},}
où les quantités {\displaystyle \alpha _{i}} sont des nombres quelconques déterminés par la valeur des δX, δY et de leur dérivée à un instant donné. Dans le cas des trois points de Lagrange instables, le déterminant de la matrice des dérivées secondes est négatif, ce qui implique que le discriminant de l'équation du second degré en λ2 possède des racines réelles de signes opposés, et que, au terme, les valeurs propres recherchées sont deux nombres imaginaires purs opposés et deux nombres réels opposés. Une trajectoire générique comprend donc, dans le plan orbital, une composante périodique (liée aux racines imaginaires pures), une composante amortie (liée à la racine réelle positive), et une composante instable. Pour une position δX, δY donnée, il est toujours possible de choisir une vitesse telle que les deux vecteurs propres aux racines réelles ne contribuent pas à la solution correspondante. La trajectoire obtenue est alors périodique, la période étant donnée par la racine complexe. Une telle solution n'est cependant pas stable. Un écart de trajectoire infime va en réalité rajouter à la trajectoire une composante instable, qui va peu à peu éloigner et faire diverger la trajectoire de sa composante périodique. On dit que la trajectoire obtenue n'est pas dynamiquement stable. Ceci est une généralisation du fait qu'un objet situé exactement sur un point de Lagrange instable est dans une situation instable : un petit écart à cette position d'équilibre, inéluctablement généré par les perturbations causées par les autres corps du système, finira par éloigner l'objet de sa position initiale. La même chose se produit pour des trajectoires situées autour du point d'équilibre instable.

## Pertinence du concept
Le calcul ci-dessus fait référence à une configuration où les deux corps du système sont en orbite circulaire. Néanmoins, le concept de point de Lagrange vaut pour tout type d'orbite, y compris elliptique. On peut donc définir ces points dans tout système à deux corps liés gravitationnellement. En revanche, les trajectoires, stables ou instables, autour des différents points de Lagrange dépendent explicitement de la circularité ou non de l'orbite des deux corps du système.

## Utilisation dans les missions spatiales
L'étude mathématique des points de Lagrange, ainsi que de leurs propriétés mathématiques, telles que les Variétés invariantes (en) associées, a été exploitée pour concevoir des missions de sondes spatiales dans le système solaire. Pour des missions comme Rosetta, Voyager ou Galileo, la vitesse relative de la sonde par rapport aux corps considérés est suffisamment élevée pour que l’approximation, considérant que les orbites képlériennes ne sont que peu perturbées par les autres corps au sein de la sphère d’influence, soit valide. Cependant, dès qu’on considère des vitesses et des poussées faibles, une approximation plus fine est nécessaire.
Le théorème de Liapounov-Poincaré assure de l’existence d’une famille d’orbites périodiques[Quoi ?] autour de ces points d’équilibre. Les orbites périodiques planaires sont alors appelées « orbites de Liapounov », alors que dans le cas tridimensionnel, elles sont appelées en fonction de leurs propriétés topologiques, soit « orbites de halo », soit « orbites de Lissajous ». Ce type d’orbites périodiques autour des points de Lagrange a déjà été utilisé dans la construction de missions réelles telles que la mission SoHO.
De ces orbites périodiques autour des points de Lagrange sont issues des variétés invariantes (tubes de Conley-McGee) qui sont des séparatrices de la dynamique et qui en ce sens peuvent être considérées comme des courants gravitationnels. De plus en plus, ces courants sont utilisés pour la conception de missions, notamment le réseau de transport interplanétaire (ITN).

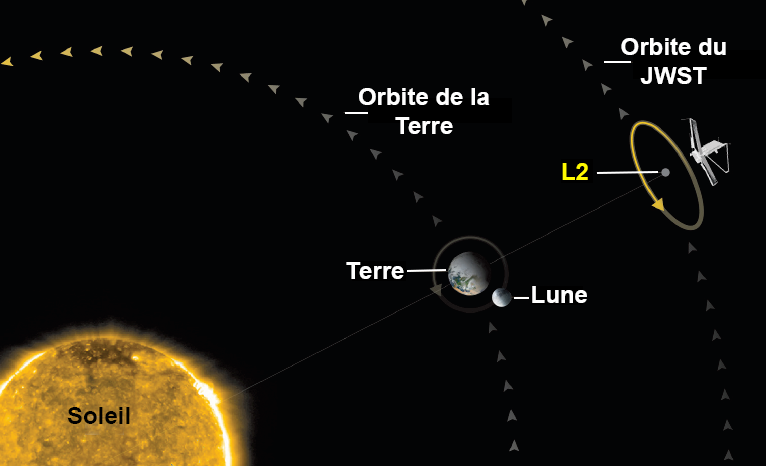
Orbite du télescope spatial JWST autour du : la distance Terre-Soleil n'est pas à l'échelle (150 millions de kilomètres, alors que est distant de la Terre de 1,5 million de kilomètres).

Les Points de Lagrange sont utilisés pour répondre à des besoins spécifiques de certaines missions spatiales.

### Point de Lagrange L1
Le point de Lagrange L1 du système Terre-Soleil, situé entre la Terre et le Soleil (bien que beaucoup plus proche de notre planète), permet d'observer le Soleil sans interférence ni ombrage de la Terre et de la Lune. Il est possible d'y mesurer l'activité solaire (éruptions, cycles, vent solaire) sans que celle-ci ne soit affectée par la magnétosphère terrestre. C'est la position idéale pour des missions de météorologie spatiale comme celles remplies par SoHO et ACE.
C'est également le point L1 qui est choisi pour positionner le futur télescope NEO Surveyor pour pouvoir observer une grande portion de l'espace dans lequel circulent les géocroiseurs.

### Point de Lagrange L2
Le point de Lagrange L2 du système Terre-Soleil permet de bénéficier d'une grande stabilité thermique tout en étant situé suffisamment près de la Terre (1,5 million de kilomètres) pour que les données collectées puissent y être transférées avec un débit élevé. Il est utilisé en particulier par les grands observatoires astronomiques spatiaux lancés dans les décennies 2010 et 2020 : Planck, James Webb, Herschel, WMAP, Gaia, Euclid.
En ce qui concerne le télescope James-Webb, le point L2 est idéal pour observer les objets célestes en infra-rouge, car privés de lumière et de chaleur du Soleil, de la Terre et de la Lune, ses instruments d'observation sont toujours laissés à −233 °C, ce qui est nécessaire pour sa fonction.
Le point de Lagrange L2 du système Terre-Lune a été utilisé pour la première fois en 2018, comme un intermédiaire Terre-Lune, par le satellite chinois Queqiao. Ce satellite de télécommunication peut ainsi retransmettre vers la Terre les données collectées par la sonde spatiale Chang'e 4 posée sur la face cachée de la Lune.

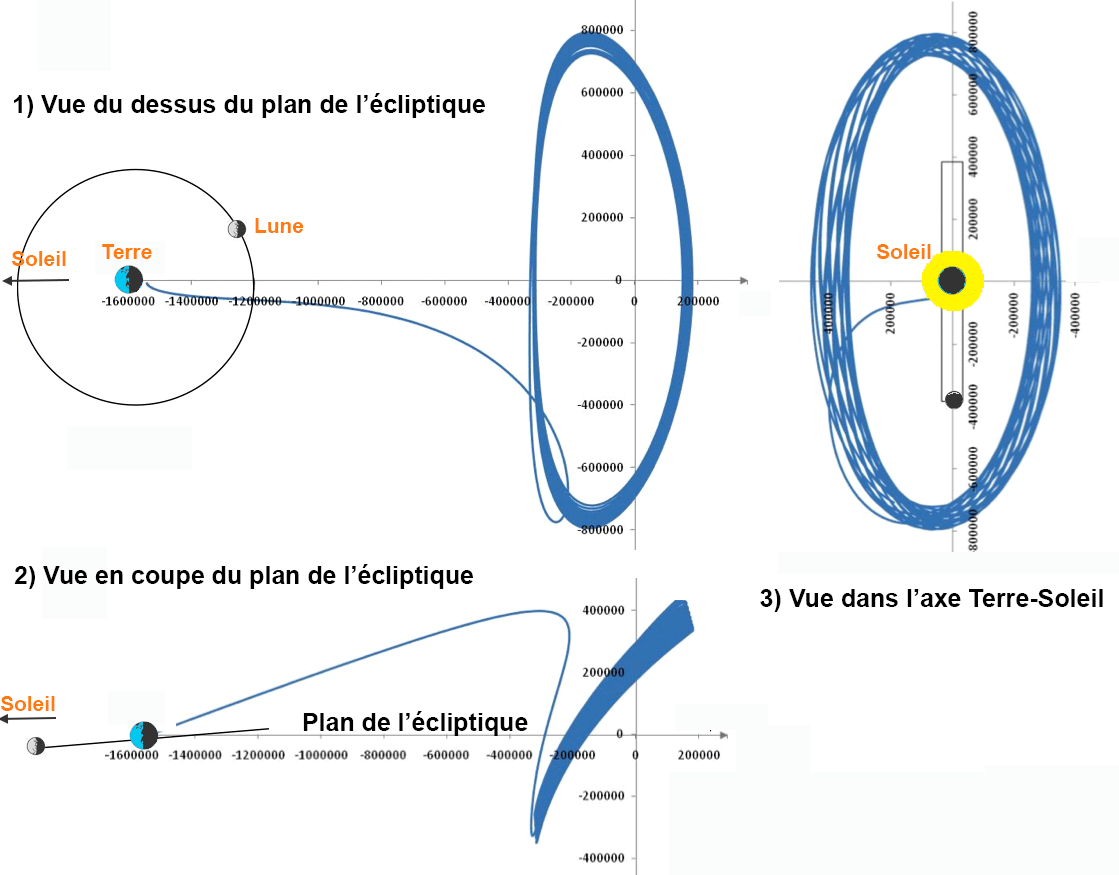
Tracé en bleu, un exemple d'orbite autour du (précédé du transit entre la Terre et celui-ci) dans le cas du télescope spatial James Webb.

## Dans le Système solaire

### Troyens
Les points L4 et L5 sont généralement stables, aussi on y trouve de nombreux corps naturels, dits troyens :
- dans le système Soleil-Jupiter, on recense (en 2011) environ 5 000 astéroïdes aux points L4 et L5 ;
- dans le système Soleil-Neptune, huit ;
- dans le système Soleil-Mars, quatre ;
- dans le système Saturne-Téthys, les points L4 et L5 sont occupés par Télesto et Calypso, respectivement ;
- dans le système Saturne-Dioné, Hélène et Pollux occupent ces points.

Il semblerait que le système Soleil-Saturne ne soit pas en mesure d'accumuler des troyens du fait des perturbations joviennes.
Dans le système Soleil-Terre, on connait depuis le 1er octobre 2010 un troyen au point L4, l'astéroïde (706765) 2010 TK7, qui mesure 300 mètres de diamètre,,. Un deuxième troyen, (614689) 2020 XL5, a été découvert en décembre 2020, d'un diamètre de l'ordre du kilomètre. Certains astronomes soulignent que cet objet pourrait représenter un risque comparable aux géocroiseurs. Ces auteurs proposent également que l'impacteur géant supposément à l'origine de la Lune (Théia) aurait stationné un temps sur le point L4 ou L5 et accumulé de la masse avant d'en être éjecté sous l'action des autres planètes.
Dans le système Terre-Lune, des nuages de poussière, appelés nuages de Kordylewski, ont été observés aux points troyens.

### Applications
Les points L1 et L2 sont des équilibres instables, ce qui les rend utilisables dans le cadre de missions spatiales : on n'y trouve pas ou peu de corps naturels, et un équilibre dynamique peut y être maintenu pour une consommation de carburant raisonnable (le champ gravitationnel étant faible dans leur voisinage).

#### Système Soleil-Terre
Les principaux avantages de ces positions, en comparaison des orbites terrestres, sont leur éloignement de la Terre et leur exposition au Soleil constante dans le temps. Le point L1 se prête particulièrement à l'observation du Soleil et du vent solaire. Ce point a été occupé pour la première fois en 1978 par le satellite ISEE-3, puis par le satellite LISA Pathfinder en 2016 (fin de mission en 2017). Le point est actuellement occupé par les satellites SoHO (fin de mission prévue fin 2025), DSCOVR (mission de la NOAA en cours depuis 2015) et Advanced Composition Explorer (fin de mission prévue fin 2024).
Le point L2 est à l'inverse particulièrement intéressant pour les missions d'observation du cosmos, qui embarquent des instruments de grande sensibilité devant être détournés de la Terre et de la Lune, et fonctionnant à très basse température. Son orbite a été utilisée par les satellites Herschel (fin de mission en 2013), Planck (fin de mission en 2013), WMAP (fin de mission en 2010). Il est actuellement occupé par les télescopes spatiaux Gaia (mission en cours jusqu'à fin 2025), James Webb (depuis janvier 2022) et Euclid (juillet 2023) que doit rejoindre Nancy-Grace-Roman (vers 2025).

#### Système Terre-Lune
Dans le cadre de la mission chinoise Chang'e 4, sonde spatiale lunaire ayant atterri en 2019 sur la face cachée de la lune, un satellite relais Queqiao a été placé au point L2 afin d'assurer les communications entre la Terre et la sonde.
Il a été un temps envisagé de placer un télescope spatial au point L4 ou L5 du système Terre-Lune, mais cette option a été abandonnée après que des nuages de poussière y ont été observés.

### En science-fiction
En science-fiction, de par leur stabilité, les points L4 et L5 du système Terre-Lune abritent souvent de gigantesques colonies spatiales, comme dans le roman Vendredi, de Robert A. Heinlein, où ceux-ci sont mentionnés dès l'introduction sous le nom de Ell-4 et Ell-5.
Les auteurs de science-fiction et de bande dessinée aiment également placer une Anti-Terre au point L3. Cette idée est cependant irréaliste : les points de Lagrange n'ont de sens que pour un objet de masse négligeable par rapport aux deux éléments du système, ce qui n'est pas le cas d'une planète jumelle.
Parmi les auteurs ayant utilisé ces points dans leurs récits, John Varley envisage dans plusieurs de ses romans et nouvelles l'installation de colonies aux points de Lagrange de l'ensemble Terre-Lune, tirant parti du fait qu'un objet de faible masse n'aurait besoin d'aucune énergie pour maintenir sa position relative aux deux astres. C'est le cas notamment dans sa série dite de la Trilogie de Gaïa où certains personnages principaux des deux derniers tomes viennent d'une de ces colonies, « le Covent ».
On les trouve aussi, de manière souvent secondaire, dans les récits (romans et nouvelles) qui se situent dans le contexte de la série Les Huit Mondes. Dans le roman Gens de la Lune notamment, le point L5 est le lieu d'assemblage du vaisseau spatial Robert Anson Heinlein censé se lancer dans un voyage intersidéral, avant que le projet soit abandonné et la carcasse du vaisseau remisée dans une décharge sur la Lune.
Dans les diverses œuvres des univers de Gundam, les colonies spatiales sont souvent situées aux points de Lagrange, ce qui en fait des positions stratégiques importantes dans ces conflits orbitaux.
Dans Rupture dans le réel, de Peter F. Hamilton, un vaisseau spatial traqué par plusieurs vaisseaux ennemis leur échappe via un point de Lagrange pour pouvoir faire un saut (de type hyperspatial même si le terme n'est pas utilisé) car c'est le seul endroit proche où la gravité est quasi nulle. Son capitaine Joshua Calvert est par la suite surnommé Lagrange Calvert à la suite de cet exploit.
Dans le film 2010 : L'Année du premier contact de Peter Hyams (1984) (qui fait suite à 2001, l'Odyssée de l'espace), le monolithe gigantesque dont la nature reste mystérieuse est présenté comme positionné sur un point de Lagrange entre Jupiter et une de ses lunes, Io.
Dans le jeu vidéo Star Citizen, des stations relais qui permettent de se ravitailler et de faire un peu de commerce sont situées aux Points de Lagrange de chaque planètes. Elles se nomment CRU L1 à CRU L5 pour la planète Crusader, HUR L1 à HUR L5 pour Hurston, ARC L1 à ARC L5 pour ArcCorp et MIC L1 à MIC L5 pour MicroTech.
Dans une des fins de Cyberpunk 2077, on apprend que la luxueuse station spatiale touristique Crystal Palace se trouve au point de Lagrange L1 entre la Terre et la Lune.